# Prinses Astrid
El SS Prinses Astrid fue un transbordador belga que cruzó el Canal de la Mancha y chocó contra una mina naval a 3 millas náuticas (5,6 km) de la costa de Dunkerque, Francia, hundiéndose y perdiendo a cinco de sus 65 tripulantes. Los 60 supervivientes y los 218 pasajeros a bordo fueron rescatados por el SS Cap Hatid (Francia) y varios remolcadores de Dunkerque.

## Hundimiento
El Prinses Astrid partió de Ostende, Bélgica, a las 14:30 horas del 21 de junio de 1949 con 65 tripulantes y 218 pasajeros rumbo a Dover, Reino Unido. A las 16:20 horas, una violenta explosión sacudió el barco; había chocado contra una mina magnética de la Segunda Guerra Mundial cerca del centro del barco, a 3 millas náuticas (5,6 km) de la costa de Dunkerque, Francia, y comenzó a hacer agua.
El capitán Timmermans dirigió el barco hacia aguas poco profundas para evitar que se hundiera y encallara. Mientras tanto, el operador de radio envió una llamada de SOS que fue captada por todos los barcos cerca de Dunkerque. Todos los barcos acudieron en ayuda del barco siniestrado, incluido el carguero SS Cap Hatid, varios remolcadores, el remolque Les trois Frères y un bote salvavidas gigante llamado Amiral Ronarch.
Mientras el Prinses Astrid navegaba hacia aguas poco profundas, la tripulación, por orden del capitán, ordenó la evacuación. Primero fueron las mujeres y los niños los que fueron bajados a los botes salvavidas y, después, los hombres y la tripulación. La evacuación se desarrolló con mucha calma, ya que había suficiente espacio para los pasajeros en los nueve botes salvavidas del barco y la evacuación estuvo muy bien coordinada. El capitán fue el último en abandonar el barco a las 17:48 horas, fracturándose una pierna entre el bote salvavidas y el barco.
A las 18:00 horas, el Prinses Astrid se inclinó 45 grados antes de hundirse definitivamente a las 18:03 horas. Como el barco se hundió en aguas poco profundas, el Prinses Astrid se posó rápidamente en un banco de arena y su cubierta superior con las chimeneas se mantuvo por encima del agua.
Sin embargo, hubo pérdidas de vidas: cinco miembros de la tripulación murieron en la sala de máquinas cuando explotó la mina y quince personas sufrieron quemaduras graves, mientras que otras cuatro, incluido el capitán, resultaron levemente heridas. En total, 60 miembros de la tripulación y los 218 pasajeros sobrevivieron al naufragio; la mayoría de los supervivientes fueron rescatados por el cabo Hatid y llevados a tierra en Dunkerque.
Más tarde se descubrió que la mina marina que pisó el Prinses Astrid era una de las ocho minas navales que la marina nunca encontró. Sin embargo, la Marina Real Británica negó esta afirmación y afirmó que una caldera debió haber explotado, ya que tenían plena fe en que los escuadrones antibombas de la Marina Real habían logrado limpiar de minas el Canal de la Mancha.

## Pecio
El pecio sigue en pie en el banco de arena. En los años posteriores al naufragio, los barcos que pasaban por allí podían ver las dos chimeneas del barco sobresaliendo del agua y, con la marea baja, incluso las cubiertas superiores. Como se encontraba en una ruta marítima muy transitada, los pasajeros de los barcos de vapor que pasaban por allí lo veían con regularidad y se convirtió en una especie de monumento. Sin embargo, el lugar también era perfecto para los ladrones, pero nunca se robó nada debido a las fuertes y peligrosas corrientes que rodean el pecio. 
Hoy en día, una boya marca el lugar del naufragio, ya que la proa del barco ha desaparecido por completo bajo el fondo marino arenoso. Muchos buceadores siguen visitando el pecio, pero solo pueden acceder a la popa, ya que la proa está enterrada en la arena. Se pueden encontrar muchos artefactos, como lavabos y barandillas, alrededor o sobre el pecio.